# Геймер
Ге́ймер (gamer с англ. — «игрок») — человек, играющий в видеоигры, хотя сначала геймерами называли тех, кто играет только в ролевые или военные игры. Геймеры считаются новой субкультурой, и вошли в этот список в 2013 году, после признания киберспорта. Несмотря на то, что термин включает в себя людей, не считающих себя полноправными игроками, ими часто называют тех, кто проводит много времени за играми или интересуется ими.
По всему миру существует множество игровых сообществ, которые могут принимать формы различных веб-колец, форумов и других виртуальных сообществ. Магазины, специализирующиеся на играх, часто служат местом для сбора групп игроков. До появления Интернета, многие играли через обычную почтовую связь в play-by-mail-игры, которые напоминают онлайн-игры настоящего времени.

## Типы игроков
В Соединённых Штатах Америки средний возраст игроков составляет 35 лет с игровым стажем более 12 лет, в Соединённом Королевстве — более 23 лет со стажем более 10 лет при игре по 12,6 часов еженедельно. Термин «геймер» также включает в себя несколько подгрупп.

### Простые игроки
Просты́е игроки́ (жарг. казуальщики, англ. casual gamers) — люди с ограниченным интересом к играм. Они, как правило, играют в несложные игры и не тратят на них много времени. Жанр предпочитаемых игр у таких игроков часто меняется, и они редко приобретают какие-либо специальные игровые консоли для удовлетворения своих потребностей. Демографически количество простых игроков существенно отличается от игроков в традиционные игры, так как в число простых игроков часто входят люди старшего возраста и женщины.

### Хардкор-геймеры
Хардко́р-ге́ймеры (жарг. хардкорщики, англ. hardcore gamers) — игроки, обычно избегающие простых игр, рассчитанных на казуальных игроков, например, игр для Wii. Хотя Nintendo имела большую поддержку казуальных игроков в период высокой популярности консолей седьмого поколения, она пыталась перенаправить своих «основных» потребителей такими играми, как MadWorld и портативной игровой системой DSi. Соревновательность — одна из определяющих характеристик хардкорщиков. Многие хардкорные геймеры принимают участие в турнирах по сетевым FPS, в частности Quake. Прочие хардкорщики не откажут себе сыграть в любые игры со сложным геймплеем ради азарта и испытания, требующие длительного времени на совершенствование прохождения.
Как правило, более сложнопроходимые игры, выбираемые хардкорщиками, имеют и большую продолжительность, просто из-за того что у хардкорщиков вполне найдётся на них время (как на сюжет, так и на отточку своего мастерства). Но это отнюдь не значит, что любая длинная (к примеру, практически бесконечные MMORPG) игра автоматически является хардкорной. Основополагающим качеством хардкорной игры является сложность геймплея и соответственно время, затрачиваемое на отточку мастерства самого игрока, а отнюдь не длительность сюжета / миссий / время на прокачку виртуального персонажа.

### Прогеймеры
Проге́ймеры (англ. Pro-gamers) — профессиональные игроки, играющие за деньги. Основным заработком прогеймера являются призовые деньги и зарплаты за игру на соревнованиях по киберспорту. В то время как прогеймер финансово зависим от игр, проведение времени за ними не считается «свободным» и может приносить меньше удовольствия игроку, так как игры для него становятся работой. В странах Азии, в частности в Южной Корее и Японии, прогеймеры спонсируются крупными компаниями и могут зарабатывать более 100 000 $ в год. В США Major League Gaming заключила контракт с Electronic Sports Gamers на 250 000 $ ежегодно.

### «Нубы»
Нубы (англ. newbies) — сленговое название новичков в определённой игре или же в играх в целом. Также существует два производных термина: «новичок» (англ. newb) — начинающий игрок, но готовый учиться и «нуб» (англ. noob) — унизительное прозвание неопытного пользователя видеоигр (альтернативное написание на языке Leet — «n00b»).

### Ретрогеймеры
Ретроге́ймер (англ. Retrogamer) — игрок, предпочитающий играть в старые компьютерные, консольные или аркадные игры. Термин «ретрогеймер» наиболее распространён в Соединённом Королевстве и Европе, в то время как термины «классик геймер» (англ. classic gamer) и «олдскул геймер» (англ. old-school gamer) более распространены в Соединённых Штатах. Ретрогеймеры играют либо на оригинальном оборудовании, либо на современном оборудовании с различными эмуляторами, портами и сборками. Некоторые ретрогеймеры занимаются поддержанием и восстановлением оборудования для старых игр, в частности аркадных автоматов (см. статью «Ретрокомпьютинг»).

## Аватар
Авата́р — основной предпочитаемый идентификатор игроков в различных сообществах. Использование картинок пользователей является самым распространённым в онлайн-играх и среди киберспортсменов.
К имени пользователя также может приписываться префикс или суффикс с названием клана, показывающий другим принадлежность игрока к этому клану. Кланы, как правило, являются группами игроков, играющих совместно против кланов других. Кланы наиболее часто встречаются в многопользовательских онлайн-играх, где одна команда имеет возможность помериться силами с другой. Кланы также могут сформироваться из людей, являющихся поклонниками одной и той же игры или имеющих личные связи друг с другом.

## Геймер, как самоопределение

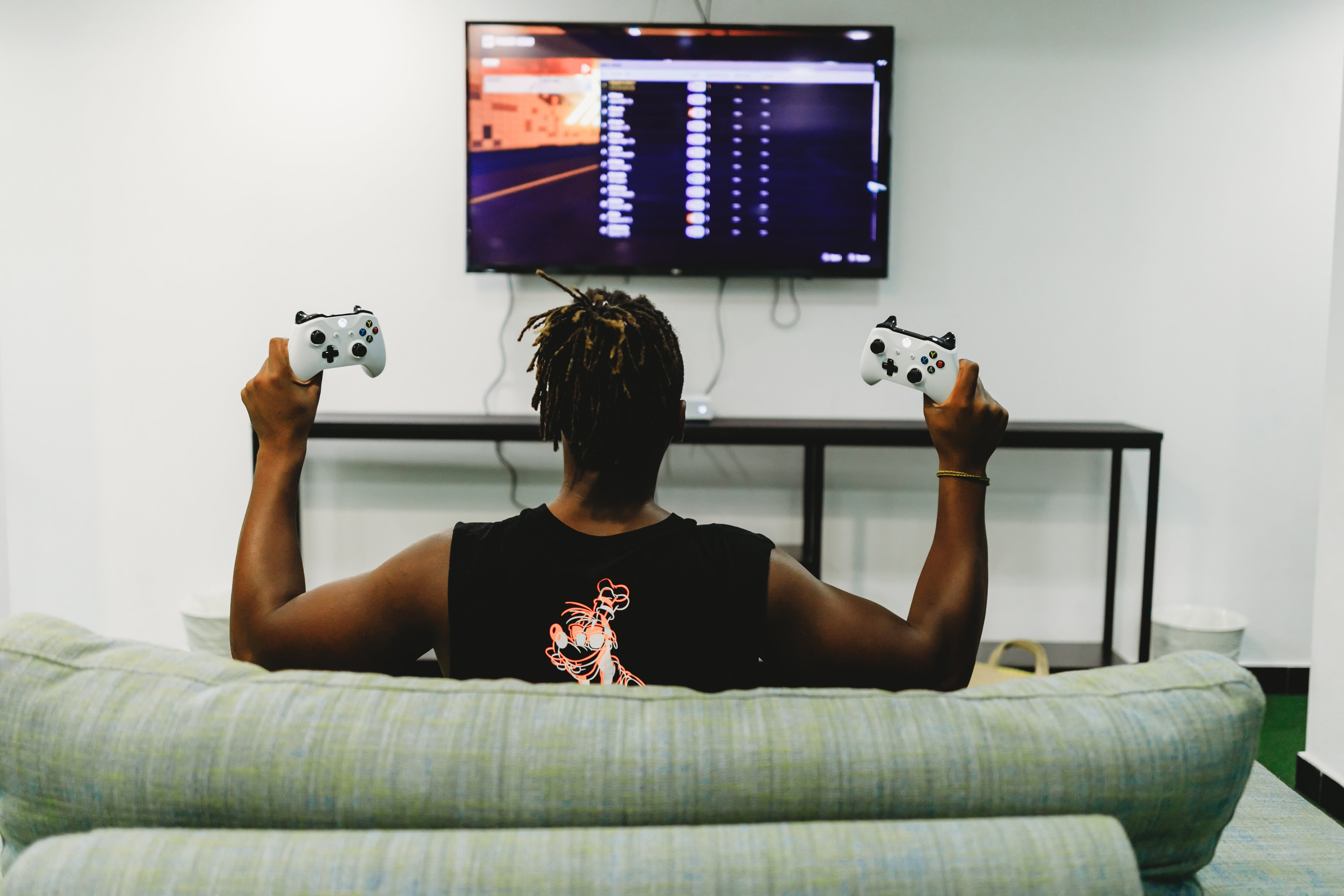
Мужчина с двумя игровыми контроллерами

Самоопределения себя, как геймера определяется не только причислением себя к данной группе, но и наличием определённых навыков и знаний, которое ожидает от игрока геймерское сообщество. Это включает не только в целом повышенную увлечённость компьютерными играми, но и предпочтение определённых игровых жанров, в частности хардкорных игр с высоким уровнем сложности, где требуется от игрока выживать, сражаться или участвовать в соревнованиях. Геймер также должен интересоваться мерчендайзом и любой атрибутикой, косвенно связанной с «правильными» играми, например одеждой, сувенирами или комиксами. Грэм Киркпатрик, профессор социальной и культурной теории Манчестерского университета описал настоящего геймера, как прежде всего того, кто увлечён игровым процессом. Александр Макрис с сайта The Escapist заметил, что геймер — «это энтузиаст, увлечённый играми в большей степени, чем просто в них играть», сравнивая его с синефилами. При этом многие заядлые игроки могут не причислять себя к геймерам, считая, что они «не играют достаточно много» в видеоигры или не попадают под условия, выдвигаемые геймерскими сообществами. Социальная стигма в отношении видеоигр и геймерского сообщества побуждает некоторых игроков дистанцироваться от определения «геймер», даже если они постоянно играют в игры. Данный вопрос особенно остро встал во время скандала Геймергейт, когда игровая пресса подвергла ожесточённой критике геймерское сообщество, называя его «мёртвым».

### Демография
Традиционно геймеры ассоциируются с молодыми мужчинами, однако в последнее десятилетие половое и этническое разнообразие сообщества неуклонно растёт. Тем не менее, стереотип о геймере, как мужчине, по прежнему достаточно силён и даже среди женщин-заядлых игроков. Рост вовлечённости женщин обусловлен и большим разнообразием игровых платформ, данная политика была начата компанией Nintendo в рамках компании по охвату новых демографических групп. Расширение игровой аудитории стало возможным в том числе и благодаря развитию мобильного игрового рынка, позволяя играть тем, кто раннее не интересовался играми и не собирался специально для этого покупать игровую приставку или консоль.
В то время, как 48 % женщин в США сообщали, что играют в видеоигры, лишь 6 % причислили себя к геймерам в сравнении 15 % мужчин, считающих себя геймерами. Данный показатель возрастает до 9 % у женщин от 18 до 29 лет и 33 % мужчин той же возрастной группы. Половина женщин, считающих себя геймерами называют себя и хардкорными геймерами, при этом многие женщины, увлекающиеся хардкорными играми, по прежнему не причисляют себя к геймерам. Это связано с тем, что они связывают слово «геймер» с мизогинией и рассматривают данное слово, как предвзятый ярлык или даже ругательство.
Обратная ситуация складывается с расовыми меньшинствами, согласно опросам Pew Research, 19 % опрошенных ими латиноамериканцев называли себя геймерами в сравнении с 11 % афроамериканцев и 7 % белых. Аудитория соревновательных файтингов особо отличается большим расовым разнообразием, в том числе из-за того, что данный игровой жанр начал своё развитие с игровых автоматов, таким образом игрокам не требовалась игровая консоль для участия в игре. Лишь 4 % из опрошенных старше 50 лет называли себя геймерами.

### Геймеры и казуальные игроки
Казуализацией называют тренд на создание игр с упрощённым и привлекательным игровым процессом для охвата более широкой игровой аудитории, особенно женщин и пожилых игроков. Многие разработчики в стремлении привлечения новой аудитории упрощают или исключают некоторые аспекты игрового процесса у устоявшихся игровых жанров. Например в сравнении с играми серии DOOM, новые серии, нацеленные на массовую аудиторию, например Call of Duty не требуют от игрока наличия развитых навыков гейминга и почти приближаясь к FMV-играм.
Игроки, считающие себя геймерами, склонны хвалить хардкорные жанры, включающие сложный уровень прохождения, сражения и наоборот предвзято относиться к казуальными играм и особенно тенденции роста их популярности. Брендан Кеог, исследователь индустрии и культуры видеоигр связывал такое отношение с идеями маскулинности, сильными в геймерском сообществе, а именно, что хардкорная игра затрагивает борьбу и доминирование, доказывая мужественность игрока, сумевшего пройти её. Казуальные игры многими геймерами наоборот рассматриваются, как пассивные, ассоциирующиеся с женственностью с подтекстом, как недостойные. Некоторые геймеры активно осуждают и высмеивают подобные игры из-за недостатка взаимодействия в них. Внутри сообщества существует негласная иерархия, к низшей категории относятся новички или «нубы» и казуальные игроки соответственно, далее идут просто геймеры, а высшую позицию занимают собственно хардкорные или элитные геймеры, обладающие продвинутыми навыками в прохождении хардкорных игр и углублёнными знаниями в данной тематике. Помимо прочего, часть геймеров склонны особенно стигматизировать мужчин-игроков, увлекающихся казуальными играми, считая, что таким образом они оспаривают свою мужественность. Тем не менее известно, что как минимум 35 % мужчин-игроков играют только в казуальные игры. Вопреки вышеописанным убеждениям, такие традиционно казуальные игры, как The Sims или Minecraft собирают крупнейшие игровые аудитории, состоящие как из мужчин, так и женщин. Со слов Йоста ван Дройнена из SuperData Research, девочек, играющих в Minecraft вполне можно назвать такими же хардкорными игроками, как и тех, кто играет в Counter-Strike. Дройнен заметил, что игра, позволяющая управлять и изменять игровое пространство в одинаковой мере привлекает как мальчиков, так и девочек.